# Vor der Morgenröte
Vor der Morgenröte è un film del 2016 diretto da Maria Schrader.